# Poncelet (kráter)

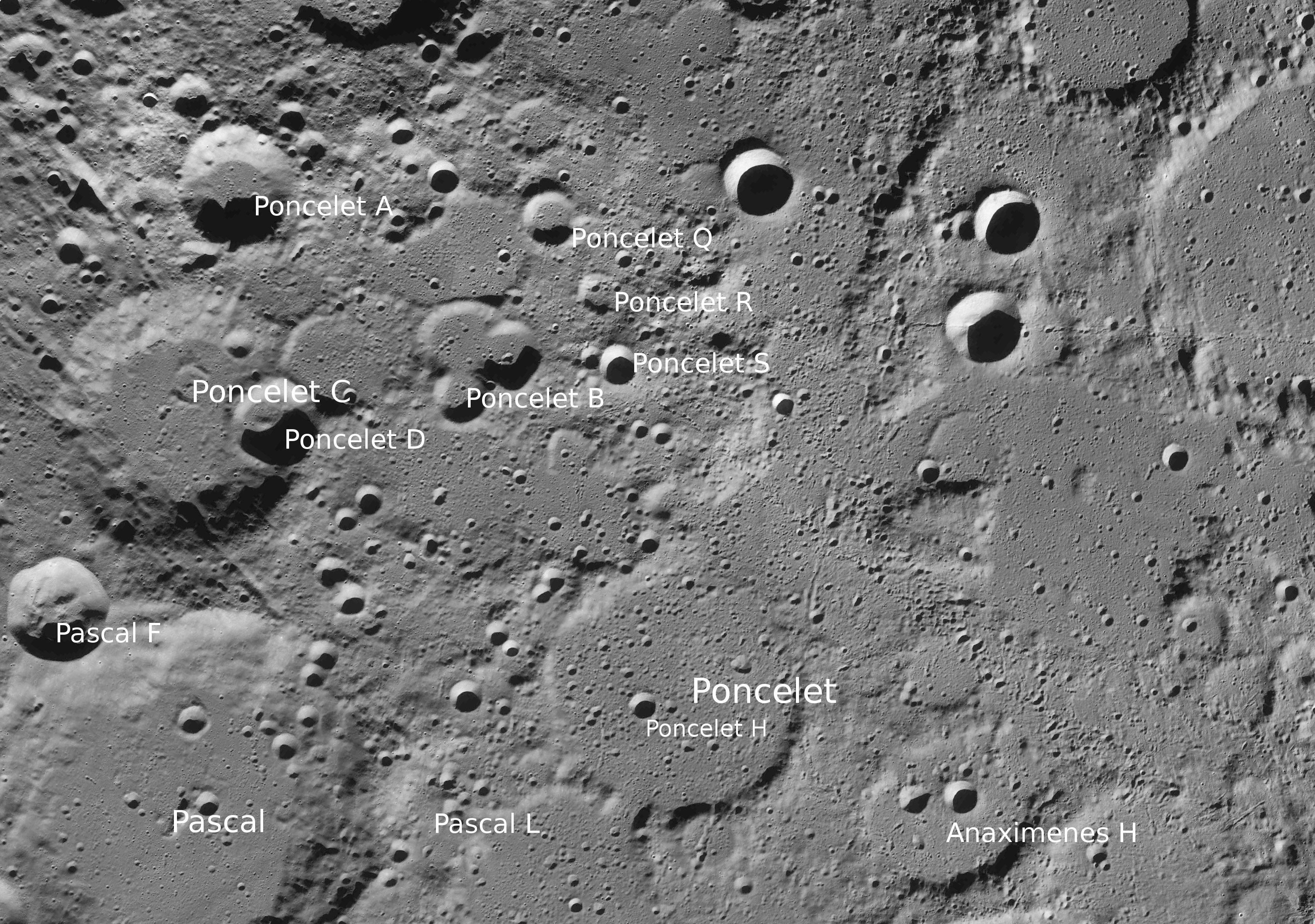
Poloha kráteru Poncelet.

Poncelet je rozpadlý měsíční kráter nacházející se východo-severovýchodně od kráteru Pascal a severozápadně od kráteru Anaximenes. Leží blízko severního okraje Měsíce na přivrácené straně. Má průměr 69 km, pojmenován byl podle francouzského matematika a inženýra Jean-Victora Ponceleta.
Nejvýraznější z malých kráterů na dně Ponceletu je satelitní Poncelet H. Východo-severovýchodně lze nalézt kráter Mouchez.

## Satelitní krátery
V okolí kráteru se nachází několik menších kráterů. Ty byly označeny podle zavedených zvyklostí jménem hlavního kráteru a velkým písmenem abecedy.
| Philolaus | Sel. šířka | Sel. délka | Průměr |
| --------- | ---------- | ---------- | ------ |
| A         | 79.5° S    | 74.7° Z    | 31 km  |
| B         | 78.6° S    | 62.3° Z    | 32 km  |
| C         | 77.4° S    | 73.7° Z    | 67 km  |
| D         | 77.7° S    | 70.0° Z    | 23 km  |
| H         | 75.7° S    | 55.2° Z    | 7 km   |
| P         | 80.6° S    | 61.1° Z    | 15 km  |
| Q         | 79.9° S    | 59.9° Z    | 14 km  |
| R         | 79.3° S    | 57.3° Z    | 10 km  |
| S         | 78.7° S    | 56.2° Z    | 10 km  |